# 3682 Welther
3682 Welther este un asteroid din centura principală, descoperit pe 12 iulie 1923 de Karl Reinmuth.